# Desenho Universal para a Aprendizagem
O Desenho Universal para Aprendizagem é uma estrutura educacional baseada em pesquisas nas ciências da aprendizagem, incluindo a neurociência cognitiva, que orienta o desenvolvimento de ambientes e espaços de aprendizagem flexíveis que podem acomodar as diferenças individuais de aprendizagem.
O Design Universal para Aprendizagem é um conjunto de princípios que fornece aos professores uma estrutura para desenvolver instruções que atendam às diversas necessidades de todos os alunos.
A estrutura do Design Universal para Aprendizagem, definida pela primeira vez por David H. Rose, da Harvard Graduate School of Education e do Center for Applied Special Technology (CAST) na década de 1990, exige a criação de um currículo desde o início que forneça:
- Múltiplos meios de representação que oferecem aos alunos várias maneiras de adquirir informações e conhecimento;
- Vários meios de expressão para oferecer aos alunos alternativas para demonstrar o que sabem;
- Múltiplos meios de engajamento para explorar os interesses dos alunos, desafiá-los adequadamente e motivá-los a aprender.[3][4]

O currículo, conforme definido na literatura sobre desenho universal, tem quatro partes: metas instrucionais, métodos, materiais e avaliações. O desenho universal para a aprendizagem tem o objetivo de aumentar o acesso ao aprendizado reduzindo as barreiras físicas, cognitivas, intelectuais e organizacionais ao aprendizado, bem como outros obstáculos. Os seus princípios também se prestam à implementação de práticas de inclusão em sala de aula.
O Desenho Universal para Aprendizagem é mencionado pela legislação dos Estados Unidos, como a Lei de Oportunidades de Ensino Superior (HEOA) de 2008 (Lei Pública 110-315), a reautorização de 2004 da Lei de Educação de Indivíduos com Deficiências e a Lei de Tecnologia Assistiva de 1998. A ênfase é colocada na igualdade de acesso ao currículo por todos os alunos e a responsabilidade exigida pela IDEA 2004 e pela legislação No Child Left Behind, que apresentou a necessidade de uma prática que acomode todos os alunos.